# レニングラード軍管区
レニングラード軍管区（レニングラードぐんかんく、Ленинградский военный округ；略称ЛенВО、Leningrad Military District）は、ロシア帝国陸軍、ソ連軍、ロシア連邦軍のロシア北西部における軍管区、統合部隊。軍管区本部は、サンクトペテルブルクに位置する。
2024年2月26日、プーチン大統領が西部軍管区をモスクワ軍管区とレニングラード軍管区に分割する大統領令に署名しレニングラード軍管区が再編成された。

## 歴史

### 戦前
1924年2月1日、ソ連革命軍事会議令により、ペトログラード軍管区がレニングラード軍管区に改称。
1939年～1940年の冬戦争時、第7軍及び第13軍の指導のために、1940年1月7日、北西戦線（Северо-Западный фронт）が設立された。同年3月26日、北西戦線は解散され、再びレニングラード軍管区が編成された。

### 第2次世界大戦
独ソ戦勃発と共に、1941年6月24日、レニングラード軍管区は、北部戦線に改編された。同年8月23日、北部戦線は、レニングラード戦線とカレリア戦線に分離された。
1941年7月～8月、ヴェリーカヤ川河岸、後にルガ河岸及びカレリア地峡のラインにおいて、ドイツ軍及びフィンランド軍に対する防勢行動。同年9月、レニングラード封鎖。1943年1月18日、レニングラード及びヴォルホフ戦線の部隊は、レニングラードの封鎖を突破。
1944年1月、レニングラード、ヴォルホフ及び第2沿バルト戦線の部隊により、レニングラード及びノヴゴロド近郊でドイツ軍を撃破。同年夏から秋にかけて攻勢に転移し、バルト諸国の解放に参加。

### 戦後
1945年7月9日、レニングラード戦線はレニングラード軍管区に改編され、部隊は平時編成に移行した。
1968年2月22日、ソビエト軍創設50周年と関連して、レーニン勲章授与。
1992年から、平和維持活動のために各地に部隊を派遣。1994年～1995年、チェチェン戦争と関連して、北カフカーズ軍管区に部隊を派遣。
軍管区部隊及び保管基地には、戦車×333両、火砲×939門、戦闘装甲車両×500両、戦闘ヘリ×74機その他の兵器が装備されていた。
2010年9月20日西部軍管区へと改編された。
2024年9月2日副司令官が収賄容疑で拘束された。

## 編成

### 陸軍
- 第25独立親衛自動車化狙撃旅団：旧第42保管基地。ウラジーミルスキー・ラーゲリ
- 第138独立親衛自動車化狙撃旅団：カーメンカ
- 第200独立自動車化狙撃旅団：ペチェンガ
- 第216保管基地：旧第75自動車修理工場。ペトロザヴォーツク。戦時には第4独立自動車化狙撃旅団に充足
- 第2独立特殊任務旅団（軍部隊64044）：プロメジツ。スペツナズ
- 第9親衛砲兵旅団：ルガ。ウラガンx8門、ムスタ-Sx18門、MT-12x6門、シュトゥルム-Sx18門装備
- 第26ロケット旅団：ルガ。トーチカ装備
- 第1013防空指揮所：第6航空軍から移管
- 第5高射ミサイル旅団：ネニミャキ。モスクワ軍管区から移動
- 第56親衛管区教育下級特技兵訓練センター（軍部隊20160）：セルトロヴォ
- 第212教育プロセス保障連隊：サンクトペテルブルク
- 第140親衛工兵連隊：ケロ
- 第95独立通信旅団：チョールナヤ・レーチカ
- 第132通信旅団：
- 第140独立後方通信大隊：
- 第60通信拠点
- 第1269独立電波電子戦センター：旧第29独立電波電子戦連隊：オストロフ
- 第10独立放射線・化学・生物学防護大隊：セルトロヴォ
- 第7014保管基地：ルガ。砲兵
- 第7022保管基地：ルプチェ・サヴィノ。工兵
- 第2124工兵修理基地：ソスノヴェツ
- 第2279工兵弾薬基地：ミャグロヴォ
- 第4998保管基地：通信兵

### 航空宇宙軍
- 第6航空・防空軍：サンクトペテルブルク

## 準軍隊
戦時には、軍管区内に駐屯する他省庁の軍事組織も作戦統制下に置く。
- ロシア国家親衛隊
  - 国家親衛隊赤星勲章北西管区
- ロシア国境軍
  - 北西地域国境局
  - 北極地域国境局

## 歴代司令官

### 戦前
| 職名   | 氏名                   | 階級 | 在任期間      | 出身校       | 前職                           |
| ------ | ---------------------- | ---- | ------------- | ------------ | ------------------------------ |
| 司令官 | ボリス・シャポシニコフ |      | 1925-         |              | 労農赤軍参謀長第一補佐官       |
| 司令官 | ボリス・シャポシニコフ |      | 1935-1937     |              | フルンゼ名称軍事アカデミー校長 |
| 司令官 | ミハイル・キルポノス   |      | 1940.6-1941.1 | 軍医学校     | 狙撃軍団長                     |
| 司令官 | マルキアン・ポポフ     | 中将 | 1941.1-1941.6 | 歩兵指揮課程 | 第1独立赤旗軍司令官            |

### 第二次世界大戦中
詳細は、北部戦線とレニングラード戦線を参照。

### 戦後
| 職名   | 氏名                         | 階級       | 在任期間          | 出身校                               | 前職                           |
| ------ | ---------------------------- | ---------- | ----------------- | ------------------------------------ | ------------------------------ |
| 司令官 | レオニード・ゴヴォロフ       | ソ連邦元帥 | 1945.7.9-1946.4   | コンスタンチン砲兵学校               | レニングラード戦線司令官       |
| 司令官 | ドミトリー・グーセフ         | 大将       | 1946.4-1949       | ロシア帝国軍の准尉                   | 第21軍司令官                   |
| 司令官 | アレクサンドル・ルチンスキー | 大将       | 1949-1953.5       |                                      | 駐独ソビエト軍集団副総司令官   |
| 司令官 | マトヴェイ・ザハロフ         | 上級大将   | 1953.5-1957.10.26 | ペトログラード砲兵指揮官課程         | ソビエト軍主任監察官           |
| 司令官 | ニコライ・クルイロフ         | 上級大将   | 1958.1-1960.10    | 歩兵・機関銃課程                     | ウラル軍管区司令官             |
| 司令官 | ミハイル・カザコフ           | 上級大将   | 1960.10-1965.10   |                                      |                                |
| 司令官 | セルゲイ・ソコロフ           | 大将       | 1965.10-1967.4    | ゴリコフ装甲戦車学校                 | モスクワ軍管区第一副司令官     |
| 司令官 | イワン・シャヴロフ           | 大将       | 1967.5.4-1973.1   | 装甲戦車学校                         | 沿バルト軍管区第一副司令官     |
| 司令官 | アナトーリー・グリブコフ     | 大将       | 1973.2-1976.9     |                                      |                                |
| 司令官 | ミハイル・ソロキン           | 大将       | 1976.10-1981.10   | 促成狙撃課程                         | 極東軍管区第一副司令官         |
| 司令官 | ボリス・スネトコフ           | 大将       | 1981.11-1987.12   |                                      | シベリア軍管区司令官           |
| 司令官 | ヴィクトル・エルマコフ       | 大将       | 1987.12-          |                                      | 中央集団軍司令官               |
| 司令官 | ヴィクトル・サムソノフ       | 大将       | 1990.8-           |                                      | ザカフカーズ軍管区第一副司令官 |
| 司令官 | セルゲイ・セレズネフ         | 大将       | 1991-1996         |                                      |                                |
| 司令官 | ワレンチン・ボブリシェフ     | 大将       | 1997.3-2005.3     | レニングラード高等諸兵科共通指揮学校 | レニングラード軍管区参謀長     |
| 司令官 | イーゴリ・プザノフ           | 上級大将   | 2005.3-2007       | オムスク高等諸兵科共通指揮学校       | 国防次官                       |
| 司令官 | ワレリー・ゲラシモフ         | 大将       | 2007.12-2009.2    | カザン高等戦車指揮学校               | 北カフカーズ軍管区参謀長       |
| 司令官 | ニコライ・ボグダノフスキー   | 中将       | 2009.4-2010.9     | モスクワ高等諸兵科共通指揮学校       | 地上軍参謀総長兼第一副司令官   |
| 司令官 | アレクサンドル・ラピン       | 大将       | 2024.3-           | カザン高等戦車指揮学校               | 地上軍参謀総長兼第一副司令官   |